# Mayra Leal
Mayra J. Leal (Houston, 1987) è un'attrice e modella statunitense.
Nata e cresciuta a Houston (Texas) da genitori di origine messicane e salvadoregne si è laureata all'Università di Houston in pubblicità e pubbliche relazioni seguendo anche un secondo corso minore (minor) in matematica.
Inizia la carriera nello spettacolo nel 2004 in alcuni spot commerciali (quali ad esempio Wal-Mart e Blackberry).
Nel 2008 ottiene la sua prima parte da attrice nella docufiction Banged Up Abroad (trasmessa col titolo di Locked Up Abroad nel Regno Unito). Partecipa poi ad altri spot pubblicitari e ad alcuni videoclip musicali tra i quali sicuramente spicca quello di El Guero y Su Banda Centenario.
La vera svolta nella sua carriera avviene nel 2009, quando viene selezionata ad un casting di Robert Rodriguez per la partecipazione al film Machete. La sua scena di nudo integrale a fianco di Danny Trejo e Steven Seagal la costringe ad imparare a rilassarsi nei momenti di tensione e la fa conoscere al grande pubblico.
Mantiene una pagina su twitter nella quale ha ironicamente confidato che occasionalmente indossa anche dei vestiti (con chiaro riferimento alla scena del film Machete).

## Filmografia

### Cinema
- Playing House, regia di Tom Vaughan (2010)
- Machete, regia di Robert Rodriguez e Ethan Maniquis (2010)
- Death Games (Arena), regia di Jonah Loop (2011)

### Televisione
- Secretos – serie TV, episodio 5x02 (2007)
- Banged Up Abroad – serie TV, episodio 2x04 (2008)
- Boo Boo Bandit, regia di R. Dave DeJohn – film TV (2009)
- The Deep End – serie TV, episodio 1x02 (2010)
- Memphis Beat – serie TV, episodio 1x09 (2010)
- Chemistry – serie TV, episodio 1x02 (2011)
- Miami Magma, regia di Todor Chapkanov – film TV (2011)